# 帕拉西奥斯德拉尔索维斯波
帕拉西奥斯德拉尔索维斯波，是西班牙卡斯蒂利亚-莱昂萨拉曼卡省的一个市镇。 总面积28平方公里，总人口215人（2001年），人口密度8人/平方公里。